# Campionati italiani di triathlon del 2018
I Campionati italiani di triathlon del 2018 (XXX edizione) sono stati organizzati dalla Federazione Italiana Triathlon e si sono tenuti a Lerici in Liguria, in data 6 ottobre 2018.
Tra gli uomini ha vinto Marcello Ugazio (Azzurra Triathlon Team), mentre la gara femminile è andata a Charlotte Bonin ( Fiamme Azzurre), quest'ultima per la terza volta sul gradino più alto del podio ai campionati italiani.

## Risultati

### Élite uomini
| Pos. | Atleta                       | Società sportiva           | Nuoto    | Bici     | Corsa    | Totale   |
| ---- | ---------------------------- | -------------------------- | -------- | -------- | -------- | -------- |
|      | Marcello Ugazio              | Azzurra Triathlon Team     | 00:19:00 | 01:02:04 | 00:33:13 | 01:54:17 |
|      | Matthias Steinwandter        | Carabinieri                | 00:17:40 | 01:03:23 | 00:34:25 | 01:55:28 |
|      | Luca Facchinetti             | 707                        | 00:17:27 | 01:05:18 | 00:33:09 | 01:55:54 |
| 4    | Nicola Azzano                | The Hurricane              | 00:17:15 | 01:05:29 | 00:33:18 | 01:56:02 |
| 5    | Michele Sarzilla             | Raschiani Tri Pavese       | 00:17:30 | 01:05:16 | 00:33:27 | 01:56:13 |
| 6    | Marco Corrà                  | Project Ultraman Le        | 00:17:24 | 01:05:23 | 00:34:05 | 01:56:52 |
| 7    | Mirko Lazzaretto             | Tri. Rari Nantes Marostica | 00:17:16 | 01:05:29 | 00:34:54 | 01:57:39 |
| 8    | Tommaso Crivellaro           | Pro Patria Milano          | 00:17:35 | 01:06:01 | 00:34:31 | 01:58:07 |
| 9    | Valerio Cattabriga           | Minerva Roma               | 00:17:44 | 01:06:19 | 00:35:17 | 01:59:20 |
| 10   | Valerio Patanè               | Pro Patria Milano          | 00:17:30 | 01:05:26 | 00:36:42 | 01:59:38 |
| 11   | Filippo Pradella             | Silca Ultralite            | 00:18:27 | 01:06:03 | 00:35:10 | 01:59:40 |
| 12   | Elia Mozzachiodi             | Spezia Triathlon           | 00:17:32 | 01:06:27 | 00:36:13 | 02:00:12 |
| 13   | Alberto Casadei              | Fiamme Oro                 | 00:17:35 | 01:06:24 | 00:36:39 | 02:00:38 |
| 14   | Filippo Rinaldi              | CUS Parma                  | 00:19:49 | 01:06:10 | 00:34:45 | 02:00:44 |
| 15   | Luca Bertaccini              | The Hurricane              | 00:19:03 | 01:05:39 | 00:36:40 | 02:01:22 |
| 16   | Stefano Rigoni               | T.D. Rimini                | 00:17:37 | 01:07:25 | 00:36:35 | 02:01:37 |
| 17   | Francesco Floriano Nicolardi | Raschiani Tri Pavese       | 00:17:36 | 01:07:48 | 00:36:48 | 02:02:12 |
| 18   | Diego Luca Boraschi          | Torrino-B4S                | 00:18:30 | 01:08:52 | 00:35:06 | 02:02:28 |
| 19   | Simone Villanova             | Pro Patria Milano          | 00:17:36 | 01:08:27 | 00:36:42 | 02:02:45 |
| 20   | Alberto Chiodo               | The Hurricane              | 00:18:32 | 01:08:52 | 00:36:10 | 02:03:34 |

### Élite donne
| Pos. | Atleta              | Società sportiva        | Nuoto    | Bici     | Corsa    | Totale   |
| ---- | ------------------- | ----------------------- | -------- | -------- | -------- | -------- |
|      | Charlotte Bonin     | Fiamme Azzurre          | 00:19:08 | 01:14:22 | 00:38:47 | 02:12:17 |
|      | Luisa Iogna-Prat    | DDS                     | 00:19:25 | 01:16:34 | 00:40:20 | 02:16:19 |
|      | Federica Parodi     | T.D. Rimini             | 00:19:39 | 01:18:22 | 00:39:01 | 02:17:02 |
| 4    | Elisa Marcon        | The Hurricane           | 00:19:14 | 01:18:48 | 00:39:12 | 02:17:14 |
| 5    | Sharon Spimi        | Triathlon Team Riccione | 00:19:06 | 01:14:23 | 00:44:01 | 02:17:30 |
| 6    | Elena Maria Petrini | Fiamme Azzurre          | 00:19:40 | 01:18:22 | 00:41:23 | 02:19:25 |
| 7    | Eva Serena          | 333 Triathlon           | 00:23:28 | 01:16:04 | 00:41:13 | 02:20:45 |
| 8    | Eleonora Peroncini  | CUS Parma               | 00:23:27 | 01:16:13 | 00:41:41 | 02:21:21 |
| 9    | Michela Pozzuoli    | Minerva Roma            | 00:19:38 | 01:18:16 | 00:43:58 | 02:21:52 |
| 10   | Elisa Monacchini    | Dermovitamina B) Sid    | 00:19:55 | 01:18:03 | 00:46:27 | 02:24:25 |
| 11   | Camilla Silvestri   | Tri Evolution           | 00:20:38 | 01:21:46 | 00:45:23 | 02:27:47 |